# 召集
召集（しょうしゅう）とは、以下の意味で使用される。
1. 多人数を呼んで集めること[1][2][3][4]。多人数を呼び集める際における召集を参照
2. 国会の会期を開始させる行為。国会議員に対し、一定時期において国会への集合を命じる[1][3][4][5]。国会における召集を参照
3. 在郷軍人・国民兵などを、軍隊に呼び出し集めること。また、その行政作用[1][2][3][4]。軍事における召集を参照

ここでは、以上のそれぞれについて記載する。

## 語義
「召集」の「召」は、「口で呼び寄せる」「上位者が目下の者を呼び寄せる」などの意とされる。一方、「招集」の「招」は、本来「手まねきをする」「手でまねき寄せること」である。
「召集」は本記事にあるような意味で使われており、「招集」は「会議のために集まってもらう」「関係者を招き集めること」「多くの人に集まってもらうこと」の意味で使われている。

## 多人数を呼び集める際における召集
辞書によれば、「召集」の意味として「呼んで集めること」は共通している。「多数」「多人数」を呼び集めると記載する辞書と、人数については限定しない辞書がある。また、「配下の人」「自分と同等もしくは、それ以下の者」のように呼び集める者と集められる者の関係性について言及する辞書と、それについては言及しない辞書がある。用事があるときに「関係する人」を集めると記載している辞書もある。辞書の文例から、「医師」・「代表チーム」・「部員」を集める際に「召集する」と表記することができるのは明らかである。
一方、日本放送協会（NHK）の放送用語では、日本の国会や旧日本軍については「召集」とするものの、他については一般的に「招集」を使用している。
災害など、何か非常な事態が生じた際に職員などを緊急に呼び出すことについては、「召集」の字を使用する自治体と「招集」の字を使用する自治体がある
。防衛省は、防衛・災害等における予備自衛官について「招集」の字を使用する。新明解国語辞典では、警察についても「召集」の表記としている。

## 国会における召集
国会の会期を開始させる行為。国会議員に対し、一定時期において国会への集合を命じる。
日本の国会においては法令上「召集」の表記であり、日本の地方議会においては法令上「招集」の表記である。日本大百科全書では日本以外の国の立法府についても「召集」を使用しており、アメリカ・イギリス・イタリア・ドイツ・フランスの各国議会についても「召集」と記載されている事例がある。一方、NHKの放送用語においては、「召集」を使用するのは日本の国会に限定し、地方自治体や外国の議会については「招集」を使用している。

### 日本の国会における召集
大日本帝国憲法では、第7条に「天皇ハ帝国議会ヲ召集シ其ノ開会閉会停会及衆議院ノ解散ヲ命ス」と定められた。その他、議会を毎年召集すること、臨時会を召集できることや、衆議院の解散後は解散日から5ヶ月以内に議会を召集することなどが定められた。
日本国憲法では、第7条に「天皇は、内閣の助言と承認により、国民のために、左の国事に関する行為を行ふ。」と定められ、その第2号に「国会を召集すること。」の文言がある。その他、国会を毎年召集すると記載され、臨時会を召集できることや、衆議院の解散後は解散日から70日以内に議会を召集することなども定められた。なお、第70条の規定により、衆議院議員総選挙の後に初めて国会の召集があつたときは、内閣は総辞職しなければならない。国会の召集は詔書をもって行われ、召集詔書には集会の期日や、常会・臨時会・特別会のいずれであるかなどが記載される。

### 日本以外の国会における召集
イギリスの議会においては、国王が国王大権の一つとして議会の召集を行う。

## 軍事における召集
在郷軍人・国民兵などを軍隊に呼び出し集めることや、その行政作用を指す。
旧日本軍においては法令上「召集」の表記であり、自衛隊においては法令上「招集」の表記である。大辞泉・大辞林・日本国語大辞典・新明解国語辞典のいずれの辞書においても、この意味の表記は「召集」であり「招集」ではない。一方、NHKの放送用語においては「召集」は旧日本軍に限定し、自衛隊や外国軍隊については「招集」を使用している。ニュースや解説などにおいては、日本以外の軍隊に対して「召集」「招集」いずれの表現も用いられる例がある。

以下では、大東亜戦争（太平洋戦争・第二次世界大戦）以前の大日本帝國の軍事における召集について記載するが、朝鮮民主主義人民共和国（北朝鮮）の朝鮮人民軍、タイの王立軍も帝國陸海軍の徴兵制度の影響を受けている。
徴兵制度下の日本で国民が軍務につくには、徴集、召集、志願の三通りがあった。時代により細かな用語が異なる場合があるが、徴集とは徴兵検査に合格した者を現役または補充兵役に編入することで、現役に編入された者が平時と有事とにかかわらず軍務につく。現役兵が軍隊に入ることは召集ではない。召集とは現役以外の兵役に服し実際に軍務についていない者を、何らかの事由による必要から軍務につかせることである。予備役の将校あるいは補充兵などが召集されて軍務についても役種は変わらず、あくまでも「召集中の予備役将校」「召集中の補充兵」である。したがって「召集されて現役に」などの表現は誤りとなる。

### 明治および大正期

#### 明治十年代まで
1873年（明治6年）1月に制定された徴兵令に召集は明文化されている。徴兵令では陸軍を常備軍、後備軍、国民軍に分け、徴兵検査に合格し免役の条件に該当せず抽籤により選ばれた者は、兵卒として3年間常備軍に服役し部隊に屯営する（平時は2年を過ぎ「帰休」として常備軍の服役期間中も軍務を離れることも可能とされ、こうした兵卒を帰休兵と呼んだ）。常備軍の服役が終わると後備軍（第一後備軍、第二後備軍）として民間で生活をする。始めの2年間が第一後備軍であり、「戦時ニ当リテハ直チニ召集シ」常備軍に加えるとした。平時においても年に一度、技量維持のため短期間の召集があった。第一後備軍の服役が終わると、さらに2年間は第二後備軍に服役し「全国大挙ノ時」には召集すると定められた。国民軍は常備軍・後備軍に服役中でない17歳から40歳までの男子すべてにより構成されるが、召集の対象にはならなかった。海軍に関して徴兵令では緒言に陸軍の兵員のうち「沼海ノ住民舟楫波濤ニ慣レン者」（海や湖沼近辺の住民で船や波に慣れている者）を海軍の兵員にあてると記されているのみだった。1875年（明治8年）、後備軍の召集について詳しく規定した後備軍召集条例（陸軍省達第112号）が制定されている。
1879年（明治12年）10月、徴兵令改正（太政官布告第46号）で3年間の常備軍の後さらに3年間の予備軍が設けられ、その後を4年間の後備軍とし、予備軍と後備軍は民間で生活するが「戦時或ハ非常ノ事故アル時」には予備軍、後備軍の順で召集し、常備軍に加えると定められた。平時は予備軍、後備軍ともに年一回の召集による訓練があった。
1886年（明治19年）10月、陸軍召集条例（陸軍省令甲第39号）が制定・施行され、召集は充員召集・後備軍召集・近衛充員召集・近衛後備軍召集・演習召集・点呼召集の6つにわけられた。充員召集とは戦時または事変の際に常備軍帰休兵と予備軍を召集することで、後備軍召集は充員召集の次に後備軍を召集することである。近衛充員召集と近衛後備軍召集は対象を近衛兵に限定した召集である。演習召集は臨時と定時があり、臨時演習召集は戦時または事変の際に充員召集あるいは後備軍召集の手続きを演習するもので、定時演習召集はあらかじめ定めた期日に帰休兵、予備軍、後備軍を短期間の演習のため召集することである。点呼召集とは予備軍および後備軍の兵員を調査するための召集である。各召集には召集令状が用いられ、原則として本人に手渡しされる。その際、召集に応じるための旅費は国庫から支払われることになっていた。この当時の召集令状は後年と違い表に短く「召集ヲ令ス」と大書され、命ぜられた者の役種・階級・姓名、召集発令の年月日、発令をした鎮台名（または近衛）などが記されるのみで、用紙を着色する規定はなかった。裏面は召集を受けた本人の住所と召集地、召集地までの距離とそれに応じた旅費の金額などが記され、旅費を受領した際に記名捺印をする決まりであった。

#### 徴兵令大改正以後
1889年（明治22年）1月、大日本帝国憲法（同年2月発布、11月施行）の制定にあわせて徴兵令は法律第1号として大きく改正され、兵役の種類を常備役、後備役、国民兵役とし、常備役を現役と予備役にわけた。現役は20歳で徴兵検査に合格し抽籤により選ばれた男子が陸軍は3年間、海軍は4年間服し、現役を終わると陸軍は4年間、海軍は3年間予備役に服した。さらに常備役を終えた者が陸海軍とも5年間の後備役に服し、常備役でも後備役でもない17歳から40歳までの男子は国民兵役に服する。予備役にある者は戦時もしくは事変に際し召集され、平時には60日以内の勤務演習のための召集と毎年一度の簡閲点呼もあった。後備役にある者は予備役に次いで召集された。平時の勤務演習と簡閲点呼は予備役と同様である。国民兵役にある者は後備役の兵員を召集してもなお兵員を必要とする場合に限り召集された。勤務演習の召集と簡閲点呼は国民兵役にはなかった。
1894年（明治27年）、日清戦争で日本は徴兵令下で初めての大規模な対外戦争を経験した。戦争全期間を通じた動員兵力は24万616人、そのうち下士以上の人員を除いた兵卒は20万9927人であった。開戦時の現役兵卒定数は6万589人に過ぎず、残りは予備役兵卒9万35人、後備役兵卒10万3914人の中から召集によって補充された。
戦争がまだ継続中の1895年（明治28年）3月、徴兵令改正（法律第15号）が公布され、同年4月1日施行された。この改正では陸軍の予備役を4年から4年4か月に延長し、新たに補充兵役が定められた。補充兵役は陸軍では第一補充兵役と第二補充兵役にわかれ、現役に適するが定数のため現役に指定されなかった者が第一補充兵役に7年4か月服し、第二補充兵役は第一補充兵員に指定されなかった者が1年4か月服役する。海軍においては第一と第二にわけず、現役に適するが兵員定数により現役に指定されなかった者が1年間補充兵役に服すとされた。また国民兵役を第一と第二にわけ、第一国民兵役は後備兵役および第一補充兵役を終えた者が服し、第二国民兵役は常備兵役、後備兵役、補充兵役、第一国民兵役のいずれでもない者が服した。召集に関しては陸軍の第一補充兵役と海軍補充兵役にある者はそれぞれ現役の不足の場合は補欠にあて、また戦時もしくは事変の際は召集すると定められた（陸軍の第一補充兵が現役の補欠要員となるのは補充兵として徴集された初年に限る）。第一補充兵は平時には教育のため150日以内の召集があった。陸軍の第二補充兵役にある者は、第一補充兵を召集してもなお兵員を要するときに召集するとされた。この改正により現役の定数を増やす（平時には国家財政の負担になる）ことなく、有事の召集要員のプールを充実させることで兵員確保が以前より容易になった。
1896年（明治29年）11月、新たな陸軍召集条例（勅令第364号）が制定され、翌1897年（明治30年）4月、それまでの条例を廃し施行された。新条例では充員召集・国民兵召集・演習召集・教育召集・補欠召集と、前条例の点呼召集にかわり簡閲点呼が規定されている。充員召集とは動員に際し陸軍の全部もしくは一部を充員するため、および動員完結後に欠員を補充するためその要員を召集することで、動員令に従い師団長が充員令を発する。国民兵召集は第一国民兵召集と第二国民兵召集にわかれ、年齢の若い者より召集すると定められている（第二国民兵役の17歳以上21歳未満の者は特別の命令以外では召集されない）。演習召集とは予備役と後備役の将校、下士兵卒および第一補充兵の勤務演習、ならびに現役帰休兵の演習召集である。教育召集とは教育のため第一補充兵を召集することで、第一補充兵役の初年に行う。補欠召集とは平時において臨時兵員の補欠を要するときに帰休兵を召集することである。簡閲点呼は予備役と後備役の下士兵卒および第一補充兵を集め平時における状況を把握し、必要な訓示を行うことである。在郷軍人（待命・休職・停職・予備役・後備役の将校と同相当官または同准士官、予備役・後備役の下士と兵卒）および補充兵の召集には召集令状を用い、令状には編入すべき部隊と到着地点、到着期日が記される。国民兵役にある者を召集する場合は召集令伝達書を用い、集合地点とその期日が記される。簡閲点呼は点呼令状を用い、点呼場とその到着日時が記されることになっていた。
1898年（明治31年）10月には海軍召集条例（勅令第247号）が制定・施行された。基本的に志願による補充に重点を置き、軍務に技術を要することが陸軍と比べて多い海軍が、条例で定めたのは、充員召集・演習召集・簡閲点呼の3種類のみであった。充員召集とは戦時もしくは事変の際に充員を行うため、予備役・後備役の海軍軍人の一部または全部を召集することである。演習召集とは演習を行うため平時に予備役・後備役の海軍軍人を召集することである。簡閲点呼とは予備役・後備役の海軍下士卒を「実査スル為」、時期を定め召集することである。陸軍は将校から兵卒にいたるまでの召集を師団長が行うのに対し、海軍は准士官以上の召集は海軍大臣が行い、下士卒の召集は鎮守府司令長官が行う。また陸軍の充員召集が動員令にしたがって行われるのに対し、海軍はその軍隊の性質から動員の文言がない。召集には召集令状、簡閲点呼には点呼令状を用いること、召集に応じるための旅費が支給されることなどは陸軍と同様であった。

#### 日露戦争から大正期
1904年（明治37年）2月、日露戦争が開戦すると、同年3月に「戦時又ハ事変ノ際ニ於ケル臨時召集ニ関スル件」（勅令第83号）が公布・施行された。これにより戦時または事変に際し必要あるとき、師団長は陸軍予備役または後備役の将兵を臨時召集することができると定められた。明治から大正にかけての日本軍で、もっとも召集が行われたのが日露戦争の期間である。兵卒だけに限っても1904年度は86万9785人（雑卒から砲兵・輜重兵の兵卒および看護卒に転じた者は二重に集計されているため、延べ人数）が召集された。内訳は現役帰休兵3万2922人、予備役19万9357人、後備役14万510人、補充兵役46万105人、国民兵役3万6891人（いずれも延べ人数）であった。前記の人数を可能にするため、後備役は5年から10年に延長された。それによって従来なら国民兵役であったところを後備役に再編入された人数が5万199人となり、最高で満38歳の者までが兵卒として召集されることになった。日露戦争での召集は、1899年（明治32年）10月より施行された陸軍召集条例施行細則（陸軍省令第29号）で令状を「用紙ハ適宜ニシテ紅色トス」と定めていたため、いわゆる「赤紙」によるものであった。
1913年（大正2年）11月、陸軍召集令（勅令第299号）が施行され、それまでの陸軍召集条例は廃止となった。陸軍召集令では充員召集・臨時召集・国民兵召集・演習召集・教育召集・補欠召集と簡閲点呼が規定されている。それまでの条例に臨時召集を加え、各条項の定義を簡潔に書き改めた以外には大きな変更はない。

### 昭和期

#### 兵役法下の制度
1927年（昭和2年）3月、徴兵令にかわって兵役法（法律第47号）が公布され、同年12月1日施行された。兵役法では「帝国臣民タル男子」は常備兵役、後備兵役、補充兵役、国民兵役のいずれかに服すと定められ、常備兵役は現役と予備役に、補充兵役と国民兵役はどちらも第一第二に細分された。召集については「帰休兵、予備兵、後備兵、補充兵又ハ国民兵ハ戦時又ハ事変ニ際シ必要ニ応ジ之ヲ召集ス」と定められ、詳細は兵役法と同時に施行された兵役法施行令（勅令第330号）および陸軍召集規則（陸軍省令第25号）、海軍召集規則（海軍省令第23号）とあわせて規定された。1927年12月1日時点での陸海軍の召集と簡閲点呼は以下のとおりである。
陸軍
- 充員召集：動員にあたり、諸部隊の要員を充足するため在郷軍人を召集する。
- 臨時召集：戦時または事変の際、必要により臨時に在郷軍人を召集する。
- 国民兵召集：戦時または事変の際、国民兵を召集する。
- 演習召集：勤務演習のため在郷軍人を召集する。
- 教育召集：教育のため第一補充兵を召集する。
- 補欠召集：在営の兵に補欠の必要がある際、臨時に帰休兵を召集する。
- 簡閲点呼：予備役・後備役の下士官と兵、および第一補充兵を集め、調査し訓示を与える。

海軍
- 充員召集：戦時または事変の際、充員のため在郷軍人を召集する。
- 演習召集：演習のため在郷軍人を召集する。
- 補欠召集：臨時兵員の補欠その他で、帰休中または服役1年目の予備役下士官・兵を召集する。
- 簡閲点呼：予備役・後備役の下士官と兵を集め、調査し訓示を与える。

具体的に召集の対象となるのは兵役法で定められた徴兵による人員だけではなく、志願により軍に入ったのち現役を離れた者が含まれる。陸軍召集規則では待命・休職・停職・予備役・後備役の将校と同相当官ならびに准士官、予備役・後備役の下士官と兵、補充兵（以上をあわせて在郷軍人とする）、および国民兵を召集すると規定した。海軍召集規則は予備役・後備役の士官・特務士官・准士官・下士官・兵、および帰休中の下士官・兵を海軍の在郷軍人と規定した。召集に応じることを応召といい、被召集者は法令では応召員、一般には応召者と呼んだ。召集および簡閲点呼はそれぞれの令状によって通達される。陸軍の充員召集令状、臨時召集令状、国民兵召集令状は「用紙ハ適宜ニシテ淡紅色トス」、海軍の充員召集令状は「用紙適宜紅色」と定められていたため、赤紙という俗称で呼ばれることもあった。

#### 実施の手順
陸軍の召集は師管（ひとつの師団が管轄する区域）単位で行われ、師団長が統括する。実際に召集の事務業務を行うのは師管内の各連隊区司令部である。召集の人選は国民兵召集を除き、市町村役場から前もって提出された在郷軍人名簿をもとに連隊区司令部で決定し、召集令状が作成される。召集令状は連隊区司令部から各地の警察署を通じ町村の役場へ届けられ（市の場合は連隊区司令部から直接市へ）、兵事係と呼ばれる担当者が応召員に直接令状を手渡すことを原則とした。応召員が不在のときは戸主、応召員または戸主と同世帯で家事を担当する家族などに手渡す。令状を受け取った者は令状に添付されている受領証（実際には令状の一部分になっており、切り離して受領証とした）に受領の年月日と時刻を記入し、捺印（応召員以外が受領した場合は記名捺印）して直ちに返付すると定められていた。したがって、よく言われる一銭五厘のはがき1枚で召集のようなことはあり得ない。

召集は本籍地主義であり、応召員が就業、就学その他の理由により本籍地に居住していない場合でも本籍地を管轄する連隊区司令部が令状を本籍の住所宛に交付する。令状には応召員が到着すべき日時と場所および召集部隊名が記入されてあり、応召員は令状を召集部隊まで持参する。その際に到着地までに必要な鉄道や船舶の切符は、令状を提示して発行ないしは割引運賃で購入し到着後に自己負担分の返金を受けることができた。

海軍の場合は鎮守府を単位として行われ、鎮守府司令長官が統括する。召集の事務を行うのは各地の海軍人事部である。応召員への令状交付の手順などは陸軍省に委託されるため陸軍との間に大きな違いはなかったが、海軍では帰休中の現役兵を呼び出す場合など、該当者に令状が郵送された例もある。

#### 各召集の概要
陸軍の充員召集は動員令（応急動員令を含む）によって実施される。軍隊を平時編制から戦時や事変など有事の編制にすることが動員であり、有事の編制規模は平時より大きいため、その人員を召集により充足する。陸軍では毎年参謀本部が有事を想定した作戦計画を立案し、それに対応した年度動員計画も作成した。充員召集はこれにもとづきあらかじめ召集令状も作成されてあり、動員令が下令されると充員召集令状が発行されることになっていた。海軍の場合は動員に相当するものが充員であり、海軍の充員召集は充員令によって実施される。充員召集の解除は陸軍は復員令、海軍は解員令によって実施される。ただし陸軍大臣または海軍大臣の命により一部の召集解除を行うことも可能であった。
臨時召集は戦争や事変が拡大するなどの状況に応じて、既定の動員計画になかった人員の不足を補うために臨時動員令または陸軍大臣の命令で実施される。戦地に派遣した師団が戦死その他により人員の不足が生じたときにも、該当する師団の管轄区域で召集を実施した。支那事変（日中戦争）以後、とくに太平洋戦争では臨時召集が多くなっていった。また、1941年（昭和16年）6月のドイツによるソビエト連邦侵攻に呼応した関東軍特種演習のように徹底的に秘匿された作戦においては従来の動員令を適用せず、召集も臨時召集となった例がある。
国民兵召集は国民兵動員令によって実施し、その欠員を補充するかその他必要なときにも臨時に召集を実施する。国民兵召集令状は連隊区司令部ではなく市町村役場で作成し、国民兵召集名簿を連隊区司令部に提出する規定になっていたが、それ以外の手続きはほぼ充員召集に準ずるものである。1941年11月の陸軍召集規則改正（陸軍省令第54号）で国民兵召集は廃止され、国民兵役にある下士官と兵は充員召集の対象に加えられた。
演習召集と教育召集は本来平時における召集であり、有事に充員召集あるいは臨時召集されても支障なく軍務に適応できるよう備えておくためのものである。演習召集は兵役法では服役期間内に5回、1年に1回とし、陸軍は35日以内、海軍は70日以内を上限と定めていたが、陸軍召集規則では召集回数を服役期間内に2回（幹部候補生出身の将校・下士官は3回、補助看護卒と第一補充兵は1回）、1回につき21日（一部の者は14日）と現実は上限よりも低く設定された。教育召集は歩兵・戦車兵・野砲兵・山砲兵・野戦重砲兵・重砲兵・高射砲兵・工兵・鉄道兵・電信兵のいずれかに第一補充兵として徴集された者が服役期間中に1回90日の教育を各部隊で受けるものである。ただし歩兵はあらかじめ青年訓練所の訓練を修了し検定に合格したか成績優秀な者にかぎり、召集期間を75日に短縮した。
補欠召集も平時の召集である。兵役法第55条にもとづき、現役の服役期間を残して軍務を終えた帰休兵を、部隊の人員が不足したときに限り臨時に呼び戻すのが陸軍の補欠召集である。1933年（昭和8年）6月の陸軍召集規則改正（陸軍省令第20号）で陸軍の補欠召集は名称を帰休兵召集と改められた。海軍の補欠召集は、現役の服役期間を満了し予備役に編入されて1年目の下士官と兵も対象となった。
簡閲点呼は召集と異なり部隊に入隊するものではないが、召集に関する法令に定められている。陸軍の簡閲点呼の場合、予備役・後備役の下士官は通常1年おきに、予備役・後備役の兵および第一補充兵（未教育兵を除く）は服役期間を通じ5回を通常1年おきに行う。未教育の第一補充兵は服役期間を通じ4回を通常2年おきに行う。簡閲点呼は「成ルベク半日間ニ点呼ヲ結了」するよう点呼場、点呼区域、参会人員および点呼日割を定めるとされていた。海軍の簡閲点呼は毎年1回便宜の地において施行すると定められた。

#### 日中戦争以後
兵役法下の召集が大規模になったのは1937年（昭和12年）7月、日中戦争（支那事変）の勃発以後である。それまで約35万人から約40万人程度であった陸軍の兵力は1937年には約50万人、翌年には約100万人へ増大した。海軍は約10万人であったものが1937年には約13万人、翌年には約16万人となった。兵力の増強は現役に徴集する比率を上げ服役年限をそれまでの陸軍2年、海軍3年から無期限延長するだけでなく、召集も広く行われ、兵だけでも1938年（昭和13年）に約47万人が召集された（同年に29万人の召集解除もされている）。召集を容易にするため在郷軍人の構成も変更を受け、1941年（昭和16年）2月公布、4月1日施行の兵役法改正（法律第2号）により後備役は廃止され、予備役の服役期間が従来の予備役・後備役の服役期間を合わせた年数に延長された。同年11月、陸軍召集規則改正（陸軍省令第54号）で国民兵召集を廃止し、充員召集の対象者に国民兵役にある下士官と兵を加えた。また同時に施行された兵役法施行令改正（勅令第971号）により、それまで事実上の召集免除者であった20歳以上で徴兵検査を受けた第二国民兵（丙種合格など体格が著しく劣る者）も召集が可能となった。

#### 太平洋戦争
1941年（昭和16年）12月の太平洋戦争開戦により、召集はさらに増していった。海軍は現役軍人を中心とし、召集にはあまり重点を置かずにきたが、1942年（昭和17年）2月の兵役法改正（法律第16号）により陸海軍共通で第一第二とも補充兵の服役期間が17年4か月に延長された（それまで海軍の第一補充兵役は1年のみであった）ことに対応して、同年8月の海軍召集規則改正（海軍省令第21号）で教育召集を加え、召集を強化した。また演習召集の名称を勤務演習召集にかえた。これにより海軍の召集は充員召集・勤務演習召集・教育召集・補欠召集、および簡閲点呼となった。
1942年10月には陸軍召集規則改正（陸軍省令第52号）と陸軍防衛召集規則（陸軍省令第53号）が施行され、陸軍に防衛召集が定められた。防衛召集は同年4月に日本本土が初めて空襲（ドーリットル空襲）を受けたことを契機として、空襲や撹乱を目的とした敵小部隊の上陸に備えるためのもので、防空召集と警備召集にわけられ、戦時または事変に際して防衛上必要ある場合に在郷軍人および国民兵役の下士官・兵（予備役や補充兵役を終えた者）を召集することと規定された。
防衛召集は「待命」という手順がある点が他の召集と違っていた。待命中は自分の民間の仕事に従事し、必要なときに限り召集され防空あるいは警備の任務につき、必要がなくなればまた待命の状態にもどる。これは軍隊の戦力の増強（軍務につく兵員数を増やす）と、国としての総力の強化（民間人を確保し生産力を高める）という相反する問題を折り合わせる、いわばパートタイムの召集であった。具体的には例えばビルの屋上に対空機関銃を設置した場合、そこに部隊を常時配置することは非効率となるので、そのビルまたは近辺で民間の仕事に従事する在郷軍人の中から防空召集待命者を指定し、空襲の際には召集し機関銃の配置につかせ、空襲が終わればまた待命として元の仕事に戻るという具合である。防空召集、警備召集ともに淡青色の召集待命令状によって待命を通達し、召集の通達は防空召集では淡紅色の召集令状を用いなくても、警戒警報や空襲警報のサイレンなどによって「防空召集令状ヲ交付セラレタルモノト見做ス」という手段が可能であった。防衛召集の待命期間はおよそ1年と定められ、期間を過ぎると新たに指名された他の待命者と交代する。また防衛召集は他の召集のように本籍地主義をとらず居住地主義であり、自分が生活する地域の防衛を担当するもので、待命者が何らかの理由により転居する場合は待命を解除される。
1943年（昭和18年）8月1日からは朝鮮でも徴兵制度が開始された。10月には兵役法改正（法律第110号）により、徴兵による兵役の年限は従来の40歳までから満45歳になる年の3月31日までと延長された（志願により下士官・准士官・将校となった者の年限とは異なる）。
1944年（昭和19年）4月、海軍防衛召集規則（海軍省令第20号）が施行され、海軍においても防衛召集が定められた。海軍の防衛召集は警備召集と特別召集にわかれ、警備召集は海軍の在郷軍人が、特別召集は民間の船長（またはこれに準ずる者）である海軍の在郷軍人が対象となった。同年9月、海軍徴傭船舶船長召集規則（海軍省令第52号）、海軍召集規則改正（海軍省令第53号）で徴傭船舶船長召集が定められた。これは民間の500トン級以上の船舶を海軍が徴用する際に、その船長および運転士が予備役または海軍予備員の准士官以上である場合は同時に召集するというものである。
9月には台湾（現・中華民国）にも徴兵制度が拡大、さらに樺太の内地編入により、徴兵制度は南洋諸島を除く帝国領土の大半で行われるようになる。
同年10月制定、11月施行の陸軍防衛召集規則改正（陸軍省令第46号）では防衛召集の対象が在郷軍人および国民兵役にある17歳以上45歳までの大部分の者にまで拡大された。さらに同年12月施行の陸軍防衛召集規則改正（陸軍省令第58号）では、17歳未満で志願により第二国民兵役に編入された者も防衛召集の対象者に加えられた。1945年（昭和20年）5月施行された陸軍防衛召集規則改正（陸軍省令第46号）では防衛召集の区分を従来の防空召集と警戒召集から、「防衛召集(甲)」と「防衛召集(乙)」に改められた。1945年5月時点で法令により規定されていた陸海軍の召集と簡閲点呼は以下のとおりである。
陸軍
・充員召集 ・臨時召集 ・演習召集 ・教育召集 ・帰休兵召集 ・防衛召集（甲および乙）
・簡閲点呼
海軍
・充員召集 ・勤務演習召集 ・教育召集 ・補欠召集 ・防衛召集（警戒召集および特別召集） ・徴傭船舶船長召集
・簡閲点呼
1945年8月14日、日本はポツダム宣言を受諾。戦争の終結により、それ以後の召集は行われなくなった。召集の根拠となる兵役法および兵役法施行令は同年11月の「昭和二十年勅令第五百四十二号「ポツダム」宣言ノ受諾に伴ヒ発スル命令ニ関スル件ニ基ク兵役法廃止等ニ関スル件」（勅令第634号）により廃止された